# Indalecio Prieto
Indalecio Prieto Tuero (Oviedo, 30 aprile 1883 – Città del Messico, 11 febbraio 1962) è stato un politico spagnolo, figura di punta del Partito Socialista Operaio Spagnolo (PSOE) prima e durante la Seconda repubblica spagnola.

## Biografia

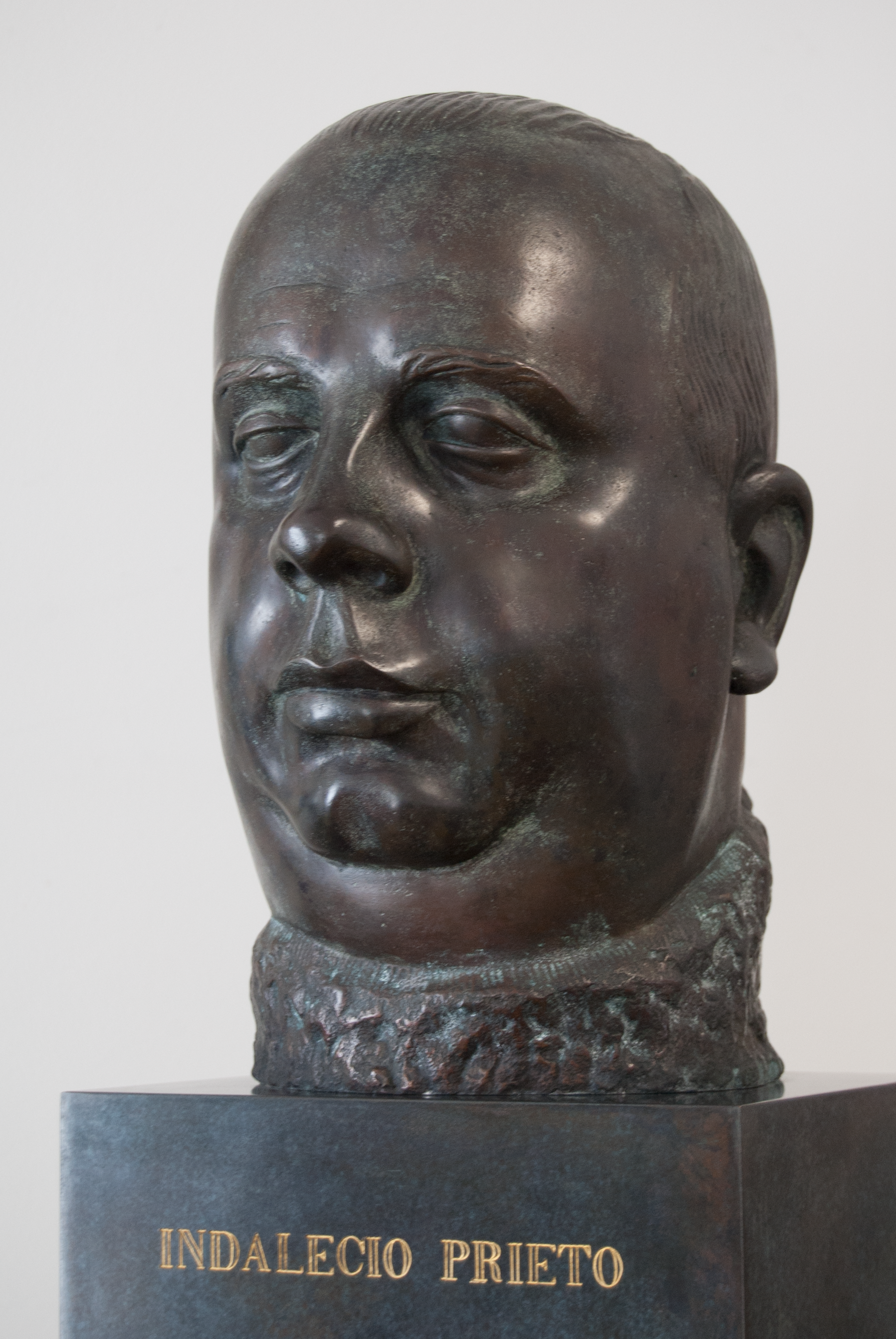
Indalecio Prieto (Juan Cristóbal, 1926).

Indalecio perse il padre quando aveva sei anni; sua madre lo trasferì a Bilbao nel 1891. Iniziò a guadagnare dei soldi vendendo giornali in strada; ottenne quindi un lavoro come stenografo al quotidiano La Voz de Vizcaya. In seguito divenne redattore e poi giornalista presso il quotidiano rivale, El Liberal, dove compì l'intera carriera fino a diventarne direttore e proprietario.
Nel 1899 si iscrisse al PSOE. La sua professione di giornalista lo portò a essere una delle figure di spicco del socialismo nei Paesi Baschi nel primo decennio del Novecento.
La neutralità della Spagna durante la prima guerra mondiale giovò molto all'industria e al commercio spagnoli, senza che però ne beneficiassero i salari dei lavoratori. Questo comportò un periodo di instabilità sociale, culminato il 13 agosto 1917 in uno sciopero generale a carattere rivoluzionario. Per timore che in Spagna si ripetesse quanto successo poco prima in Russia (dove si era tra la rivoluzione di febbraio e quella d'Ottobre), i militari repressero duramente lo sciopero e i membri del comitato di sciopero furono arrestati a Madrid. Coinvolto egli stesso nell'organizzazione dello sciopero, Prieto si rifugiò in Francia per evitare l'arresto; tornò in patria nell'aprile del 1918, dopo essere stato eletto deputato.
Molto critico verso il governo e l'esercito durante la guerra del Rif (1919-1926), si batté con forza al Parlamento dopo la disfatta di Annual del 1921, e denunciò il probabile, ma non provato, coinvolgimento del re nell'imprudente azione militare del generale Fernández Silvestre che portò alla disfatta.
Si oppose alla linea sostenuta da Francisco Largo Caballero di parziale collaborazione con la dittatura di Miguel Primo de Rivera; ebbe aspri scontri con entrambi.
Nell'agosto del 1930 partecipò di propria iniziativa, nonostante l'opposizione del segretario del PSOE Julian Besteiro, al Patto di San Sebastián, che dava vita a una vasta coalizione di partiti repubblicani desiderosi di porre fine alla monarchia spagnola. In questa occasione fu appoggiato dalla corrente di Largo Caballero, che pensava che la caduta della monarchia fosse necessaria perché il socialismo potesse raggiungere il potere.
Il 14 aprile 1931 fu proclamata la Seconda repubblica spagnola; Prieto fu nominato ministro delle Finanze nel governo provvisorio presieduto da Niceto Alcalá-Zamora.
Fu in seguito ministro dei lavori pubblici nel governo di Manuel Azaña, tra il 1931 e il 1933; in questo ruolo continuò e ampliò la politica di costruzione di centrali idroelettriche iniziata sotto la dittatura di Primo de Rivera, oltre a sostenere un ambizioso piano di infrastrutture a Madrid, come la nuova stazione ferroviaria di Chamartín e il tunnel sotto Madrid che la collega alla stazione di Atocha; la maggior parte di queste opere furono portate a termine solo dopo la guerra civile.
Al contrario di Largo Caballero, si oppose allo sciopero generale e al tentativo di insurrezione nelle Asturie nell'ottobre 1934; nonostante ciò si rifugiò nuovamente in Francia per evitare possibili noie giudiziarie. Globalmente, si può dire che fino all'instaurazione della repubblica Prieto aveva mantenuto una linea più "dura" di quella di Largo Caballero, ma da questo momento in poi fu considerato come l'esponente principale dell'ala in qualche modo moderata, contrapposta all'ala massimalista di Largo Caballero.
All'inizio della guerra civile nel settembre 1936, dopo la caduta di Talavera de la Reina, Largo Caballero divenne capo del governo e Prieto ministro della Marina e dell'Aviazione.
Dopo gli eventi di Barcellona tra il 3 e l'8 maggio 1937, le cosiddette "giornate di maggio", quando i comunisti e le forze governative cercarono di prendere il controllo del POUM trotzkista e del sindacato anarchico CNT, al governo di Largo Caballero succedette quello di Juan Negrín, in cui Prieto era ministro della Difesa, sebbene egli stesso in privato riconosceva che la guerra non poteva essere vinta poiché i repubblicani non erano riusciti ad ottenere l'appoggio delle democrazie come la Francia, il Regno Unito e gli Stati Uniti. Durante la sua permanenza al ministero, gli aiuti sovietici per via marittima rimasero praticamente bloccati a causa degli attacchi dei sottomarini italiani, e la frontiera con la Francia rimase chiusa.
Dopo le sconfitte sul fronte nord nell'ottobre 1937, presentò le dimissioni che furono però respinte. Lasciò il governo nel marzo 1938, dopo la sconfitta sul fronte di Aragona, in seguito a un sempre più forte attrito con i comunisti.
Si ritirò dalla politica attiva per il resto della guerra, andando in esilio volontario in Messico. Nel 1945, verso la fine della seconda guerra mondiale, partecipò al tentativo di formare un governo repubblicano in esilio, sperando di raggiungere un accordo con l'opposizione monarchica a Franco, a capo della Spagna dalla fine della guerra civile, per riportare la democrazia. Il fallimento di questo tentativo lo portò al ritiro definitivo dalla scena politica.
In Messico scrisse diversi libri, tra i quali: Palabras al viento (Parole al vento, 1942), Discursos en América (Discorsi in America, 1944) e alla fine della sua vita Cartas a un escultor: pequeños detalles de grandes sucesos (Lettere a uno scultore: piccoli dettagli per grandi eventi, 1962).